# David Moriarty
David Barry Moriarty (Kilmallock, 6 marzo 1837 – Battaglia dell'Intombe, 12 marzo 1879) è stato un militare britannico, che nel corso della guerra anglo-zulu fu comandante delle forze britanniche durante la battaglia dell'Intombe (12 marzo 1879) combattuta contro le forze zulu dell'inKosi Mbilini waMswati, risoltasi con una dura sconfitta per le forze britanniche.

## Biografia
Nacque a Grange, Kilmallock, contea di Limerick, il 6 marzo 1837,  sesto figlio di James e Mary Catherine Bridget Barry. All'età di 16 anni, su intercessione del Conte di Harewood, si arruolò nella 6th West York Militia con il grado di tenente.
Il 19 dicembre 1857 fu nominato alfiere del 2º Battaglione del Royal Warwickshire Regiment, appena costituito, contribuendo alla formazione del reparto con 100 uomini. Divenuto tenente nel luglio 1859, ottenne il comando di una compagnia nell'aprile 1860. Prestò servizio con il suo reggimento nelle stazioni del Mediterraneo, a Gibilterra, Corfù e Zante; successivamente prestò servizio per un periodo al deposito reggimentale. Proprio mentre era sul punto di lasciare Colchester per raggiungere il 2º Battaglione, allora in Giamaica, gli fu offerto un incarico nel 1º Battaglione, che aveva l'ordine di recarsi a Jersey; accettando l'offerta, si unì al reparto e prestò servizio con esso nelle isole del Canale per un periodo di dodici mesi. Successivamente il reggimento si recò in Irlanda. Nel dicembre 1867 si imbarcò a Queenstown con il 1º Battaglione, sotto il colonnello Creagh Osborne, per Bombay, e, arrivato a quella stazione, successivamente proseguì per Kurrachee e risalendo l'Indo, via Mooltan e Lahore, fino a Rawul Pindee, nel Punjab.
Nel 1868 fu impegnato nella campagna militare contro gli Hazara e per i suoi servizi ottenne la medaglia con barretta. Promosso capitano nel 1870 fu assegnato allo 80th Regiment of Foot (Staffordshire Volunteers). Nel gennaio 1876 raggiunse il suo reggimento a Singapore, e mentre era di stanza a Fort Canning aiutò a reprimere a gravissima rivolta tra i cinesi. Alla fine dell'anno l'ufficiale al comando il reggimento ricevette mandare tre compagnie alle Mauritius, per dare il cambio al distaccamento dei Buff, allora di stanza su quell'isola. La sua compagnia fu una delle tre selezionate. Il distaccamento, al comando del colonnello Amiel, arrivò sull'isola ma le autorità francesi non autorizzarono lo sbarco perché durante il viaggio era scoppiata una epidemia di morbillo tra le truppe; al colonnello al comando della stazione fu allora ordinato di recarsi a Port Natal, dove una volta concluso il periodo di quarantena, le truppe proseguirono per Durban.
Nel frattempo era stata decisa l'annessione del Transvaal e, a fronte della cosa, le tre compagnie furono mandate a Newcastle. Nel dicembre 1877 egli lasciò con la sua compagnia Fort Amiel per Utrecht, schierandosi a guardia del confine con lo Zululand e servendo come scorta a Sir Theophilus Shepstone, che a quel tempo stava negoziando la questione dei confini con il re degli Zulu Cetshwayo. Nell'agosto 1878 prese parte alla campagna contro i Pedi del re Sekhukhune condotta quell'anno dal colonnello Hugh Rowlands; durante il breve periodo in cui si svolsero le ostilità, si comportò in modo eccellente, occupando una posizione importante a nord-ovest del nemico. Dopo la sospensione delle operazioni a causa dell'avanzare della stagione, la sua e un'altra compagnia andarono a Derby, dove vennero raggiunte da altre tre compagnie del Soth, che entrarono a far parte dell'armata di Lord Chelmsford che si stava concentrando nel Transvaal, al confine con il Regno degli Zulu. Il suo reparto fu assegnato alla colonna d'invasione al comando del maggiore Charles Tucker che successivamente marciò verso Lüneburg. Lì il suo reparto, la Compagnia H, fu scelta dal colonnello Evelyn Wood per il pericoloso e importante servizio di scorta ai convogli delle provviste, in viaggio da Derby, attraverso un percorso che passava tra le fortezze montane allora occupate dai capi Manyonyoba kaMaqondo, da una parte, e Mbilini waMswati dall'altra.
Il 7 marzo lasciò Lüneburg, con le due compagnie, per scortare un convoglio di diciotto carri, alcuni dei quali vennero poi distrutti sull'altra sponda del fiume Intombi.  Raggiunto il fiume lo stesso giorno, a causa della piena non riuscito a traghettare al di là del guado tutti i veicoli pesanti prima del tramonto l'11.  Prima dell'alba del 12 il suo reparto fu sorpreso e attaccato dal nemico, 800 uomini condotti da Mbilini waMswati, con effetti disastrosi.  Uscendo dalla sua tenda riuscì a uccidere tre Zulu prima di essere colpito da un assegai alla schiena, continuò a sparare con le tre armi che sul lato sinistro del laager. Colpito da una palla di fucile in pieno petto, cadendo in avanti, fu sentito esclamare: "Sparate ragazzi miei! Gloria o morte! Sono finito!".  Venne ucciso da un secondo colpo di assegai. Quando i rinforzi giunsero sul posto nel pomeriggio di quel giorno il suo cadavere venne ritrovato intatto, spogliato dai vestiti. La salma, insieme a quelle dei suoi soldati, venne recuperata e trasferita a Lüneburg, nel piccolo cimitero attiguo alla Missione tedesca dove fu sepolta con tutti gli onori militari.

### Fonti
1. ↑  Anglo Zulu War.
2. 1 2 3 4 5 6 7 8 9 10 11  Mackinnon, Shadbolt 1880, p. 230.
3. 1 2 3 4 5 6 7  Laband 2009, p. 165.
4. 1 2 3 4 5 6 7 8 9 10 11 12  Mackinnon, Shadbolt 1880, p. 231.
5. ↑  Laband 2009, p. 147.
6. ↑  Lock 1995, p. 109.
7. 1 2 3  Mackinnon, Shadbolt 1880, p. 232.